# 苗栗縣南庄鄉立圖書館
苗栗縣南庄鄉立圖書館為苗栗縣南庄鄉成立的公共圖書館，隸屬於南庄鄉公所，總館位於苗栗縣南庄鄉東村20鄰中正路165號。

## 外部連結
- 苗栗縣立圖書館 （页面存档备份，存于）